# Yvon Tarabout
Yvon Tarabout (geb. vor 1963) ist ein französischer Neogräzist.
Tarabout wurde 1963 mit einer umfangreichen thèse de doctorat über die Sprache des Dichters Aristotelis Valaoritis promoviert. Er war von 1970 bis 1979 Nachfolger von André Mirambel auf dem Lehrstuhl für Neugriechisch am Institut national des langues et civilisations orientales. In dieser Funktion hat er zahlreiche Dissertationen betreut.
Tarabout arbeitete hauptsächlich zur neugriechischen Literatur, berücksichtigte jedoch auch sprachwissenschaftliche Fragestellungen. Ein Hauptwerk stellt die kritische Edition eines Texts des Kosmas Thesprotos (1780–1852) dar, der eine Klage des Ali Pascha (um 1741–1822), eines osmanischen Statthalters, beinhaltet.

## Schriften (Auswahl)
- Cosmas Thesprotos, La complainte d’Ali Pacha. Éd. critique avec trad. et glossaire. Publications Langues’O, Paris 1983.
- Ο Βαλαωρίτης και οι Γάλλοι, εισαγωγικό σημείωμα Παύλος Κωνσταντινίδης, in: Νέα Εστία, τχ. 1259, Χριστούγεννα 1979
- L’interrogatif einta ou inta « quoi ? » du grec moderne dialectal, in: Bulletin de la Société de linguistique de Paris 73.1, 1978, 301–310.
- Jean Coutsocheras, L’Au-delà. Trad. Yvon Tarabout. Les Belles Lettres, Paris 1974.
- La langue de Valaoritis. Thèse de doctorat Université de Paris 1963, Institut français d’Athènes, Athen 1970.
- "Epekeina" of Yannis Koutsoheras. An extensive article analyzing such poems. "EI" Magazine of European Art Center (EUARCE) of Greece, 13st issue 1996, S. 14&25-28 (Translation in greek language: Evangelos Andreou)